# Vila Antičević
Vila  Antičević nalazi se u Splitu, na adresi Bihaćka 12-14.

## Povijest
Vilu i stambenu najamnu zgradu Antičević, projektirao je za Ivu Antičevića, ravnatelja Zadružnog saveza, splitski graditelj i planer Petar Senjanović. Jedinstvena su cjelina u arhitektonsko-oblikovnom smislu, a vezuje ih i prostrani vrt s ogradom jedinstvenom u Splitu. Duž čitavoga ogradnog zida protezala se s unutrašnje strane vrta odrina čije su drvene grede bile oslonjene na betonske pilone vrtne ograde. Slikovitost i secesijska dekorativnost obiju građevina postignuta je, osim ornamentom, obradom pročelja u kombinaciji glatke i grube, štrcane žbuke, ali i oživljavanjem osnovnog volumena terasama, verandama, balkonima i trijemovima, te razigranošću krovnih ploha, a prepoznatljivi su i elementi tradicionalne dalmatinske arhitekture. Ovaj skladno i funkcionalno riješen sklop zanimljiv je spoj elemenata secesijske i tradicionalne dalmatinske arhitekture, karakterističan za Senjanovićev opus u cjelini.
Pod oznakom Z-5952 zavedene su kao nepokretno kulturno dobro - pojedinačno, pravna statusa zaštićena kulturnog dobra, klasificirano kao "profana graditeljska baština".